# Bulbostylis schoenoides
Bulbostylis schoenoides är en halvgräsart som först beskrevs av Carl Sigismund Kunth, och fick sitt nu gällande namn av Charles Baron Clarke. Bulbostylis schoenoides ingår i släktet Bulbostylis och familjen halvgräs. IUCN kategoriserar arten globalt som livskraftig. Inga underarter finns listade i Catalogue of Life.